# Ardesio
Ardesio is een gemeente in de Italiaanse provincie Bergamo (regio Lombardije) en telt 3740 inwoners (31-12-2004). De oppervlakte bedraagt 53,7 km², de bevolkingsdichtheid is 69 inwoners per km².
De volgende frazioni maken deel uit van de gemeente: Ave, Valcanale, Rova, Colarete, Novazza, Ludrigno, Carpignolo Ponte Seghe, More Valzella, Zanetti, Babes, Bani.

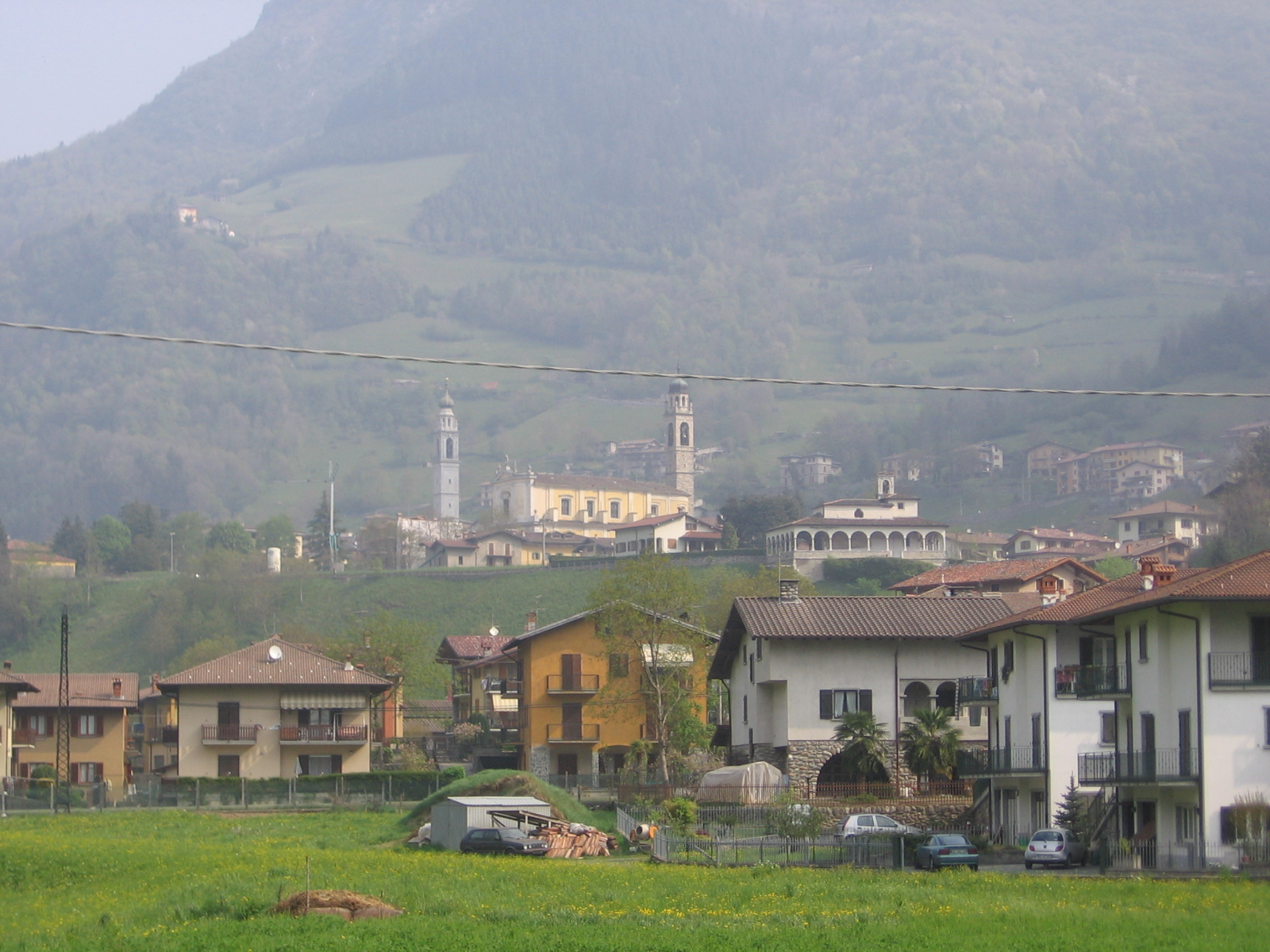
Ardesio
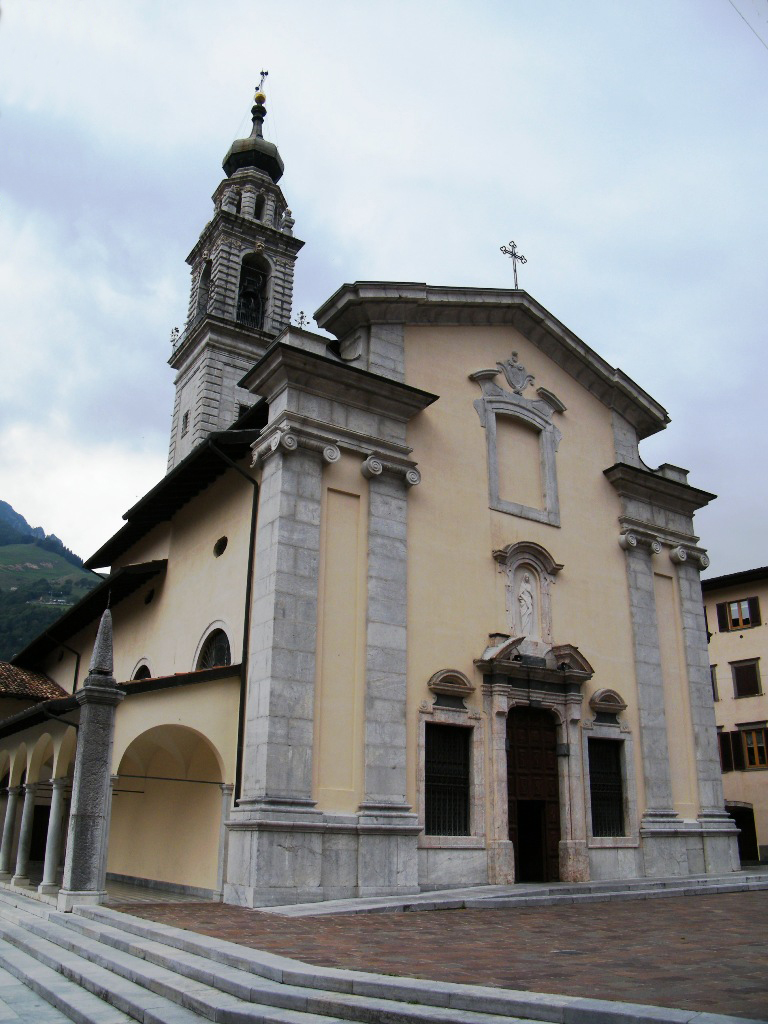
Kerk Madonna delle Grazie
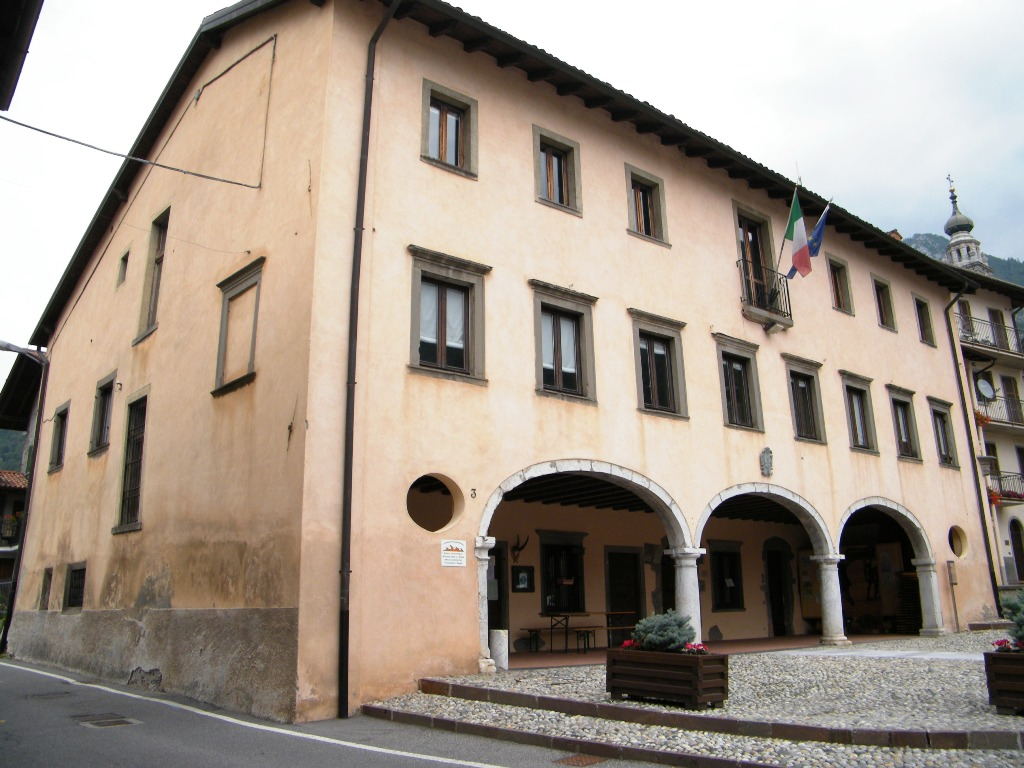
Gemeentehuis

## Demografie
Ardesio telt ongeveer 1449 huishoudens. Het aantal inwoners steeg in de periode 1991-2001 met 0,9% volgens cijfers uit de tienjaarlijkse volkstellingen van ISTAT.
| Jaar | Inwoneraantal |
| ---- | ------------- |
| 1991 | 3670          |
| 2001 | 3702          |
| 2004 | 3740          |

## Geografie
De gemeente ligt op ongeveer 603 m boven zeeniveau.
Ardesio grenst aan de volgende gemeenten: Branzi, Gromo, Oltre il Colle, Oltressenda Alta, Parre, Premolo, Roncobello, Valgoglio, Villa d'Ogna.